# Мацара Сант'Андреа
Мацара̀ Сант'Андрѐа (на италиански: Mazzarrà Sant'Andrea; на сицилиански: Mazzarrà, Мацара) е село и община в Южна Италия, провинция Месина, автономен регион и остров Сицилия. Разположено е на 110 m надморска височина. Населението на общината е 1580 души (към 2011 г.).